# Artem Kyčak
Artem Ivanovyč Kyčak (in ucraino Артем Іванович Кичак?; Vinnycja, 16 maggio 1989) è un calciatore ucraino, portiere dell'Obolon'.

## Carriera

### Club
Ha giocato nella prima divisione ucraina ed in quella ungherese.

### Nazionale
Ha giocato nelle nazionali giovanili ucraine Under-17 ed Under-19.